# From Dust
From Dust (d'abord appelé Project Dust) est un jeu vidéo  du studio français Ubisoft Montpellier sous la direction d'Éric Chahi. Il est sorti le 27 juillet 2011 sur le Xbox Live Arcade et le 17 août 2011 sur Steam, à la suite d'un repoussement tardif de la version PC, puis le 14 septembre sur le PlayStation Network.
Dans un système de jeu apparenté au god game, le joueur doit protéger une tribu des dangers d’un monde en perpétuelle évolution où les forces de la nature se déchainent. Pour cela, il peut manipuler l’eau, la terre, la végétation et la lave et façonner le monde.
Le projet est dévoilé lors de l’E3 2010.

## Trame
Le joueur incarne le Souffle, une entité divine capable de déplacer de la matière. Celle-ci est invoquée par une tribu, à la recherche de son passé et de pouvoirs anciens. Le Souffle lui permet de contrôler l'environnement très hostile de la planète pour y survivre.
Il faut pour cela faire face à de nombreuses catastrophes : tsunamis, volcans en éruption, séismes, ou même feux de forêt. Le joueur a plusieurs capacités (variant selon les niveaux) pour accomplir sa mission. Des pouvoirs plus complexes, comme arrêter le mouvement de l'eau ou créer une barrière invisible pour protéger son peuple, sont disponibles.

## Système de jeu
From Dust est un jeu de gestion apparenté au god game. Le joueur doit protéger une tribu d’êtres humains contre des dangers naturels, comme des inondations, des feux de forêt ou des tsunamis. Pour cela, il peut manipuler l’environnement en déplaçant l’eau, la terre ou la lave.
La planète est une entité vivante dans From Dust, réagissant aux actions du joueur mais se modifiant d’elle-même. Les interactions entre les différents éléments sont gérées par un ensemble de règles définies, permettant un gameplay émergent,. Les phénomènes d'érosion se produisent très rapidement : un Delta peut se former en 10 minutes alors qu'il faudrait des siècles pour qu'il se forme en vrai.
Il est possible de prélever de la matière (sable, végétation, eau, lave…) pour la déposer ailleurs, de façon à causer différents effets : ainsi, le joueur pourra détourner une rivière en bloquant son lit avec du sable, il pourra utiliser la végétation (qui aura des effets variés, comme la capacité de retenir temporairement l'eau), créer des montagnes en refroidissant de la lave; tout cela dans le but d'aider sa tribu à survivre, et à atteindre des « totems » qui permettront de débloquer des pouvoirs, de créer un nouveau village ou encore de changer de monde.

## Développement
Après la publication de Heart of Darkness en 1998, Éric Chahi prend ses distances avec l’industrie du jeu vidéo. Se consacrant davantage à la photographie, il voyage à travers le monde, en particulier pour voir des éruptions volcaniques,. Chahi a l’idée de base de Project Dust en 2005. Il présente le projet à Ubisoft un an plus tard, qui accepte de l’éditer. Le projet est dévoilé en juin 2010 lors de l’E3. Chahi le présente alors comme « le successeur spirituel de Populous ».
Chahi a trouvé l’inspiration principale de Project Dust dans son expérience avec les volcans, les percevant comme une entité vivante. Cela lui donne l’idée d’une simulation intégrant la terraformation.